# 850年
| 千纪： | 1千纪                                                                                           |
| 世纪： | 8世纪 \| 9世纪 \| 10世纪                                                                        |
| 年代： | 820年代 \| 830年代 \| 840年代 \| 850年代 \| 860年代 \| 870年代 \| 880年代                       |
| 年份： | 845年 \| 846年 \| 847年 \| 848年 \| 849年 \| 850年 \| 851年 \| 852年 \| 853年 \| 854年 \| 855年 |
| 纪年： | 庚午年（马年）；唐大中四年；南诏天启十一年；日本嘉祥三年；渤海国咸和二十年                      |

## 出生
- 清和天皇，日本第56代天皇。
- 吳越太祖錢鏐吳越太祖武肅王錢鏐。